# Maxim Koptiakov
Maxim Valérievich Koptiakov –en ruso, Максим Валерьевич Коптяков– (Yugorsk, URSS, 21 de junio de 1987) es un deportista ruso que compitió en boxeo.
En los Juegos Europeos de Bakú 2015 obtuvo una medalla de bronce en el peso medio. Ganó dos medallas en el Campeonato Europeo de Boxeo Aficionado, oro en 2011 y plata en 2008.

## Palmarés internacional
| Juegos Europeos    | Juegos Europeos         | Juegos Europeos   | Juegos Europeos |
| Año                | Lugar                   | Medalla           | Categoría       |
| ------------------ | ----------------------- | ----------------- | --------------- |
| 2015               | Bakú (Azerbaiyán)       | Medalla de bronce | 75 kg           |
| Campeonato Europeo |                         |                   |                 |
| Año                | Lugar                   | Medalla           | Categoría       |
| 2008               | Liverpool (Reino Unido) | Medalla de plata  | 75 kg           |
| 2011               | Ankara (Turquía)        | Medalla de oro    | 75 kg           |